# 19 Pułk Ułanów Wołyńskich
19 Pułk Ułanów Wołyńskich im. generała Edmunda Różyckiego (19 puł) – oddział kawalerii Wojska Polskiego II RP.
19 pułk Ułanów Wołyńskich powstał w 1920 na bazie IV Wołyńskiego dywizjonu z 1 psk oraz pododdziałów 1 Wołyńskiego pułku jazdy ochotniczej. Walczył z powodzeniem w wojnie polsko-bolszewickiej. W okresie dwudziestolecia międzywojennego stacjonował w Ostrogu. W kampanii wrześniowej walczył w składzie macierzystej Wołyńskiej Brygady Kawalerii, między innymi pod Mokrą, Ostrowami, Żerominem, Wolą Cyrusową, Mińskiem Mazowieckim, Rejowcem; rozbity pod Jacnią – Suchowolą.

## Walki antenatów pułku
7 kwietnia 1917 na Ukrainie na bazie Oddziału Konnych Zwiadowców 1 Dywizji Strzelców Polskich zorganizowany został Polski Szturmowy Szwadron Huzarów pod dowództwem por. Feliksa Jaworskiego.
9 czerwca szwadron przeszedł swój chrzest bojowy, wykonując szarżę pod wsią Zazdrość. Po wybuchu rewolucji październikowej jednostka przeszła do Płoskirowa. Tam szwadron przemianowany został na dywizjon szwoleżerów i równocześnie toczył walkę z oddziałami bolszewickimi i bandami chłopskimi. 24 grudnia dywizjon włączony został w skład Wojska Polskiego na Ukrainie. 14 stycznia 1918 dywizjon przegrupowuje się do Antonin, gdzie formuje się 2 pułk ułanów i kontynuuje walkę ze zrewolucjonizowanymi masami chłopskimi i demobilizowanymi oddziałami Armii Imperium Rosyjskiego. Między innymi, w dniu 5 lutego, w obronie Antonin, dywizjon stoczył walkę z rosyjskim pułkiem 11 Armii. 22 lutego dywizjon włączony został w skład III Korpusu Polskiego w Rosji, a 3 marca przemianowany został na samodzielny dywizjon szwoleżerów. 12 kwietnia dywizjon przeszedł do Pikowa i wszedł w skład Lekkiej Brygady III Korpusu płk. Juliusza Rómmla. W składzie tej brygady walczył z Ukraińcami, w rejonie Niemirowa. Tam przeformowany został w pułk szwoleżerów polskich. Do pułku włączono pozostałości 7 pułku ułanów. Jednostka składała się z czterech szwadronów liniowych, dwóch oddziałów karabinów maszynowych, szwadronu pieszego, taboru i jednego samochodu pancernego. Służbę pełniło w niej 26 oficerów i 684 szeregowców. 10 czerwca, po kapitulacji korpusu, jednostka została rozwiązana. Rotmistrz Jaworski na czele 38 szwoleżerów udał się do Ludwipola i tam pozostawał w konspiracji.
Szwadron rtm. Jaworskiego ujawnił się 21 listopada 1918 i podjął marsz z Bereźna do Starokonstantynowa i dalej na zachód przez Szepietówkę, Sławutę, Łokaczew do Włodzimierza Wołyńskiego. Tu wszedł w skład Grupy ppłk. Bończy-Uzdowskiego i w jej składzie walczył z wojskami ukraińskimi. 21 grudnia oddział stał się Szwadronem Jazdy Kresowej, a 2 lutego 1919 został przeformowany w Dywizjon Jazdy Kresowej. 1 listopada 1919 dywizjon Jazdy Kresowej wszedł w skład 1 pułku strzelców konnych jako jego IV dywizjon i wspierał 9 Dywizję Piechoty prowadzącą działania na Polesiu.
W pierwszej dekadzie marca 1920 dywizjon rtm. Jaworskiego wziął udział w operacji na Mozyrz i Kalenkowicze, w czasie której opanował Jelsk i Barbarów. W czasie wyprawy kijowskiej w kwietniu i maju 1920, we współdziałaniu z oddziałami piechoty, opanował Czarnobyl.
W lipcu 1920 sformowano Brygadę Jazdy Ochotniczej w składzie 1 Wołyński pułk jazdy Ochotniczej, 2 Lubelski pułk jazdy ochotniczej oraz 3 Siedlecki pułk jazdy ochotniczej. W czasie zwrotu zaczepnego znad Wieprza Brygada prowadziła działania w składzie 3 Armii na jej lewym skrzydle, w luce pomiędzy 1 Dywizją Piechoty Legionów a związkami taktycznymi 4 Armii. W ramach tych działań Brygada opanowała: Radzyń, Międzyrzecz Podlaski oraz Mordy. 19 sierpnia 1920 stoczyła ciężki bój pod Skrzeszewem i Frankopolem .

### Mapy walk

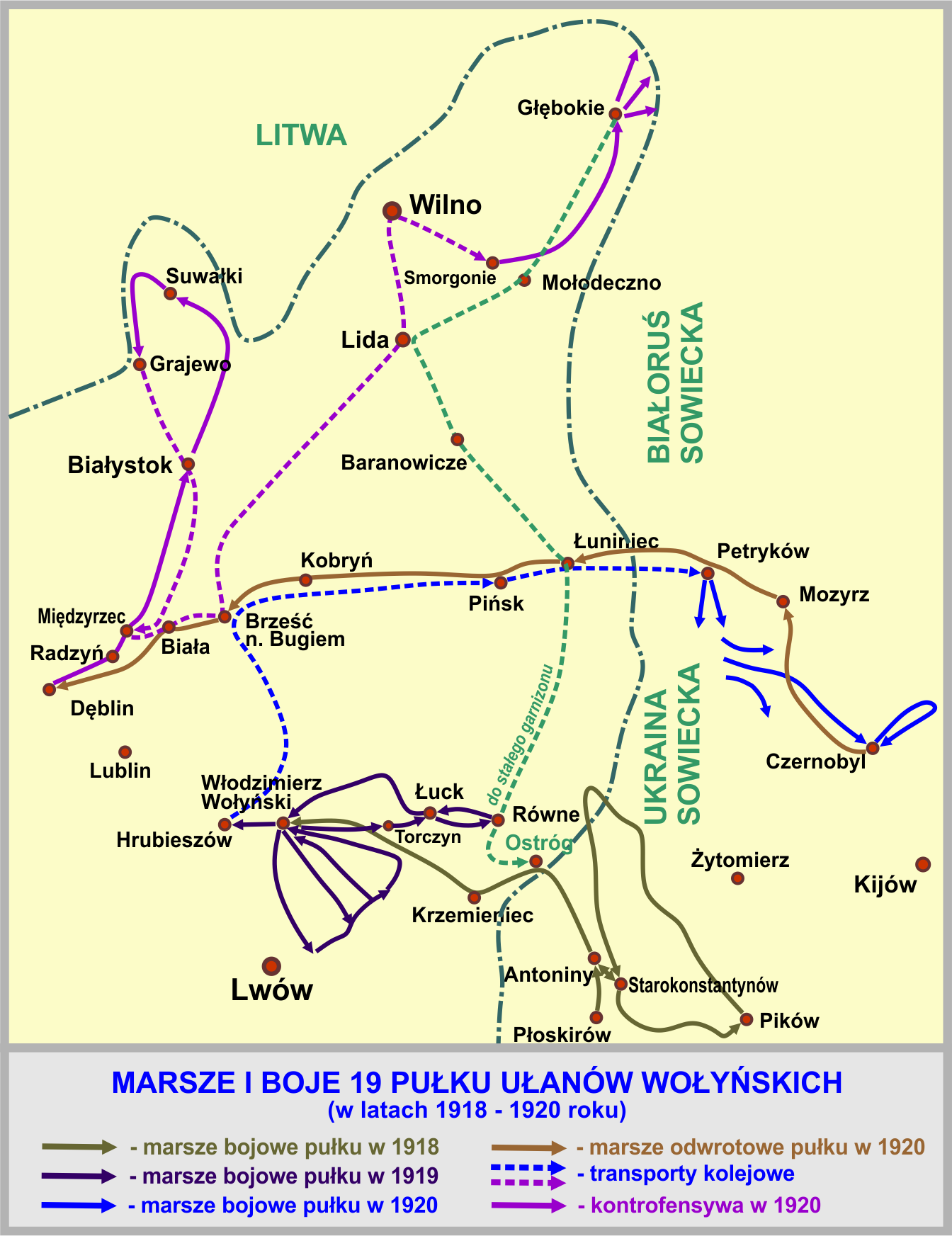
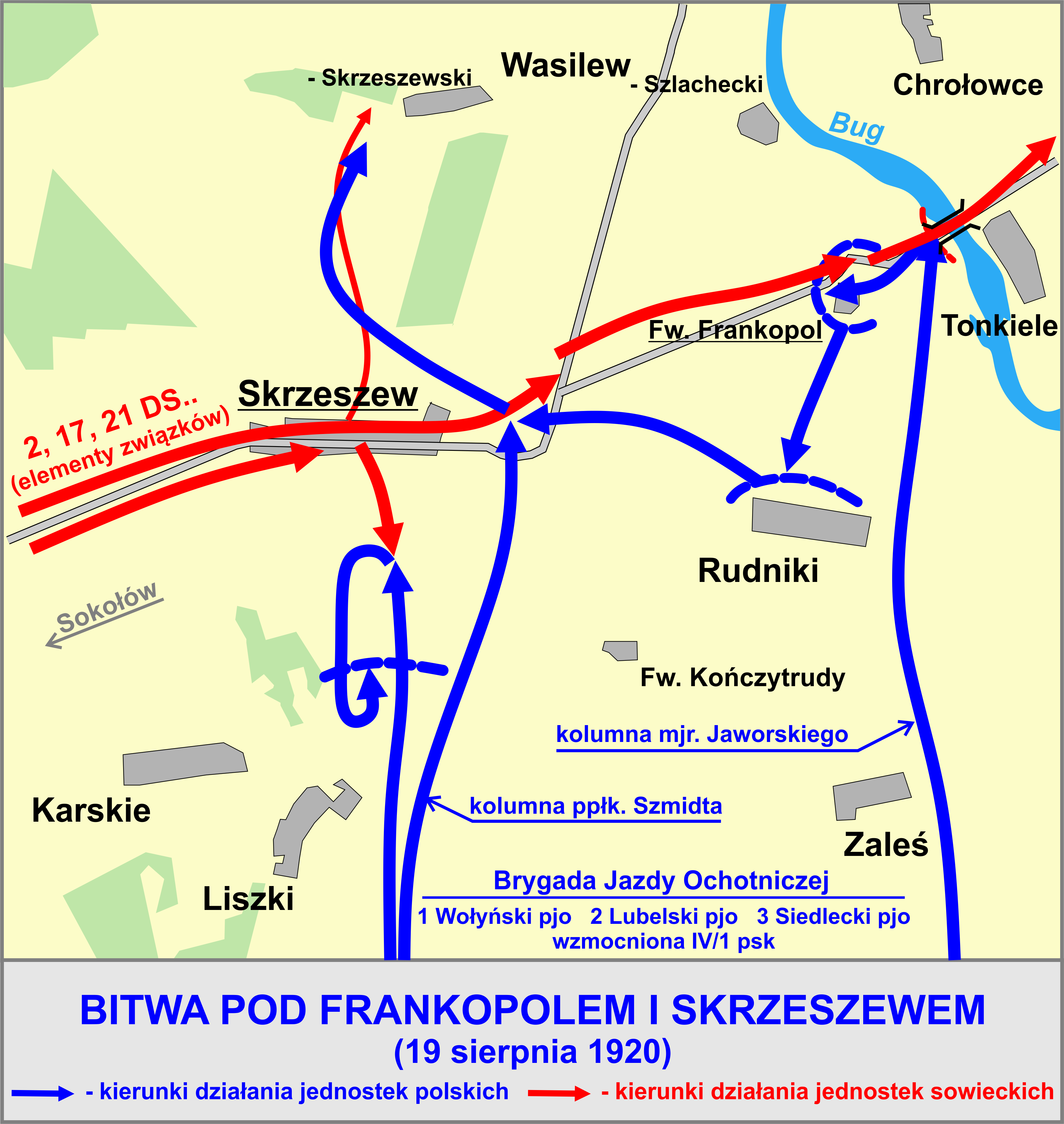

### Kawalerowie Virtuti Militari
| Żołnierze pułku odznaczeni Krzyżem Srebrnym Orderu Wojskowego Virtuti Militari za wojnę 1918–1920 | Żołnierze pułku odznaczeni Krzyżem Srebrnym Orderu Wojskowego Virtuti Militari za wojnę 1918–1920 | Żołnierze pułku odznaczeni Krzyżem Srebrnym Orderu Wojskowego Virtuti Militari za wojnę 1918–1920 |
| ------------------------------------------------------------------------------------------------- | ------------------------------------------------------------------------------------------------- | ------------------------------------------------------------------------------------------------- |
| st. uł. Dominik Demczuk nr 1983                                                                   | plut. Jan Drabowicz nr 4208                                                                       | wachm. Władysław Grabowski nr 4394                                                                |
| wachm. Aleksander Gradowski nr 4361                                                               | mjr Feliks Jaworski nr 593                                                                        | kpr. Maurycy Jaworski nr 4136                                                                     |
| plut. Karol Klimczyk nr 1959                                                                      | kpr. Ludwik Franciszek Kłos nr 4388                                                               | st. uł. Wacław Koch nr 4201                                                                       |
| st. uł. Leonard Kruk nr 4413                                                                      | kpr. Florian Kurowski nr 4173                                                                     | st. uł. Włodzimierz Laskowski nr 4190                                                             |
| kpr. Józef Leonczuk (Leończyk) nr 4246                                                            | wachm. Józef Lindowicz nr 4415                                                                    | plut. Jan Lisowski nr 2731                                                                        |
| pchor. Władysław Ludkiewicz nr 1474                                                               | pchor. Stanisław Łukaszewicz nr 4220                                                              | plut. Franciszek Malewski nr 4212                                                                 |
| por. Tadeusz Malinowski nr 4256                                                                   | kpr. Marian Migdał nr 4166                                                                        | wachm. Władysław Milczarek nr 4376                                                                |
| rtm. Aleksander Piotraszewski nr 2460                                                             | wachm. Zygmunt Polakowski nr 895                                                                  | plut. Roman Pracz nr 4171                                                                         |
| wachm. Aleksander Roguski nr 4363                                                                 | ppor. Emanuel Rybicki-Korybut nr 4236                                                             | wachm. Bronisław Sergielis nr 4235                                                                |
| st. uł. Józef Silecki nr 4274                                                                     | plut. Stanisław Sokolnicki nr 4284                                                                | plut. Andrzej Sujka (Sójka) nr 4128                                                               |
| rtm. Tadeusz Stanowski nr 4152                                                                    | plut. Lucjan Świetlicki nr 2735                                                                   | st. uł. Jan Wasilewski nr 4140                                                                    |
| por. Juliusz Franciszek Wolicki nr 1988                                                           | plut. Józef Zając nr 1973                                                                         | kpr. Stanisław Zalewski nr 4370                                                                   |
| por. Kazimierz Żuromski nr 4196                                                                   |                                                                                                   |                                                                                                   |

Ponadto 25 oficerów, 55 podoficerów i 75 ułanów zostało odznaczonych Krzyżem Walecznych.

## Pułk w okresie pokoju

### Reorganizacja i podporządkowanie

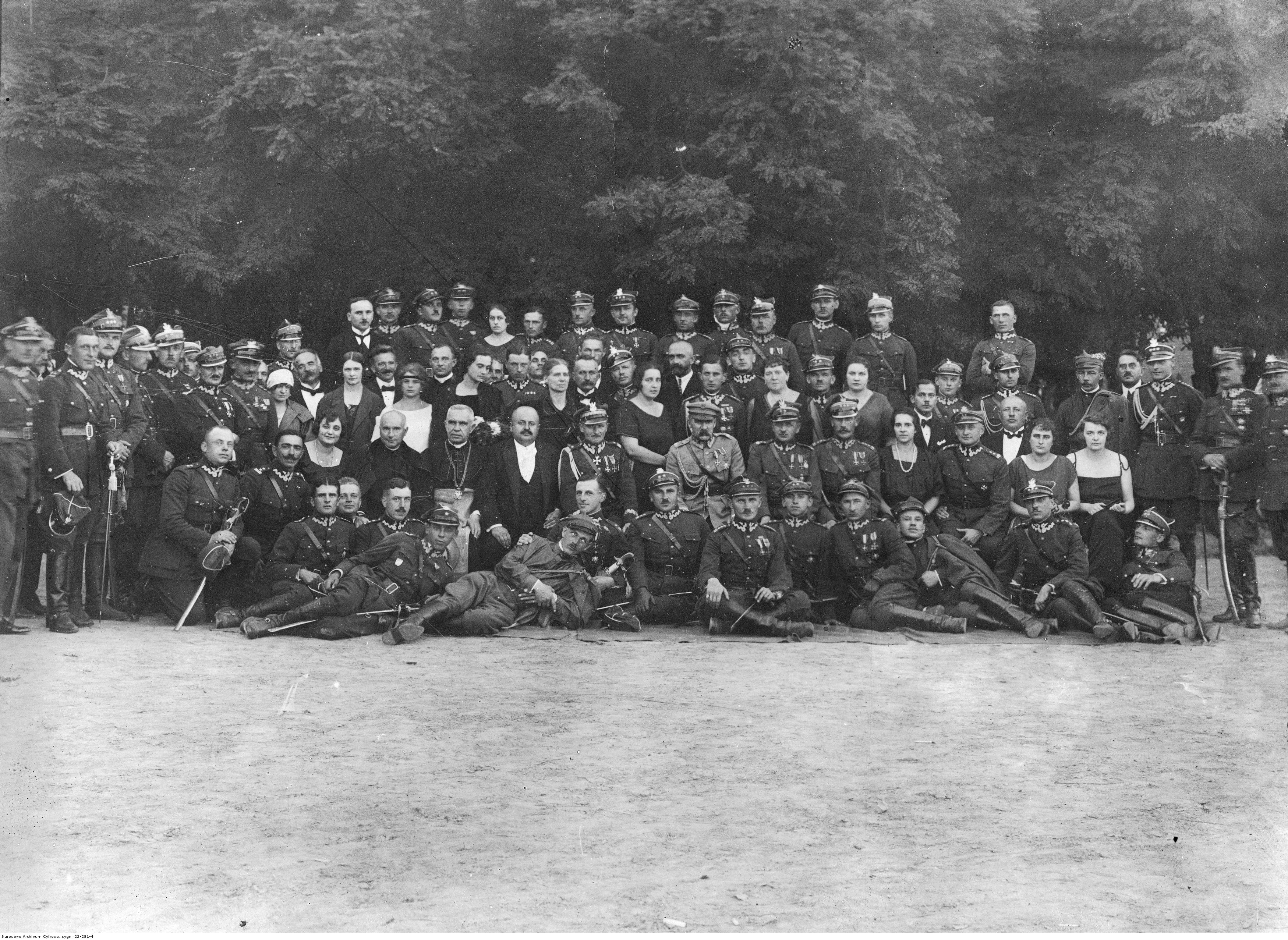
Uroczystość nadania sztandaru pułkowego. Ostróg, 6 sierpnia 1924. Na zdjęciu widoczni m.in.: marsz. Józef Piłsudski, gen. Marian Kukiel, bp. Ignacy Dubowski, Walery Sławek.

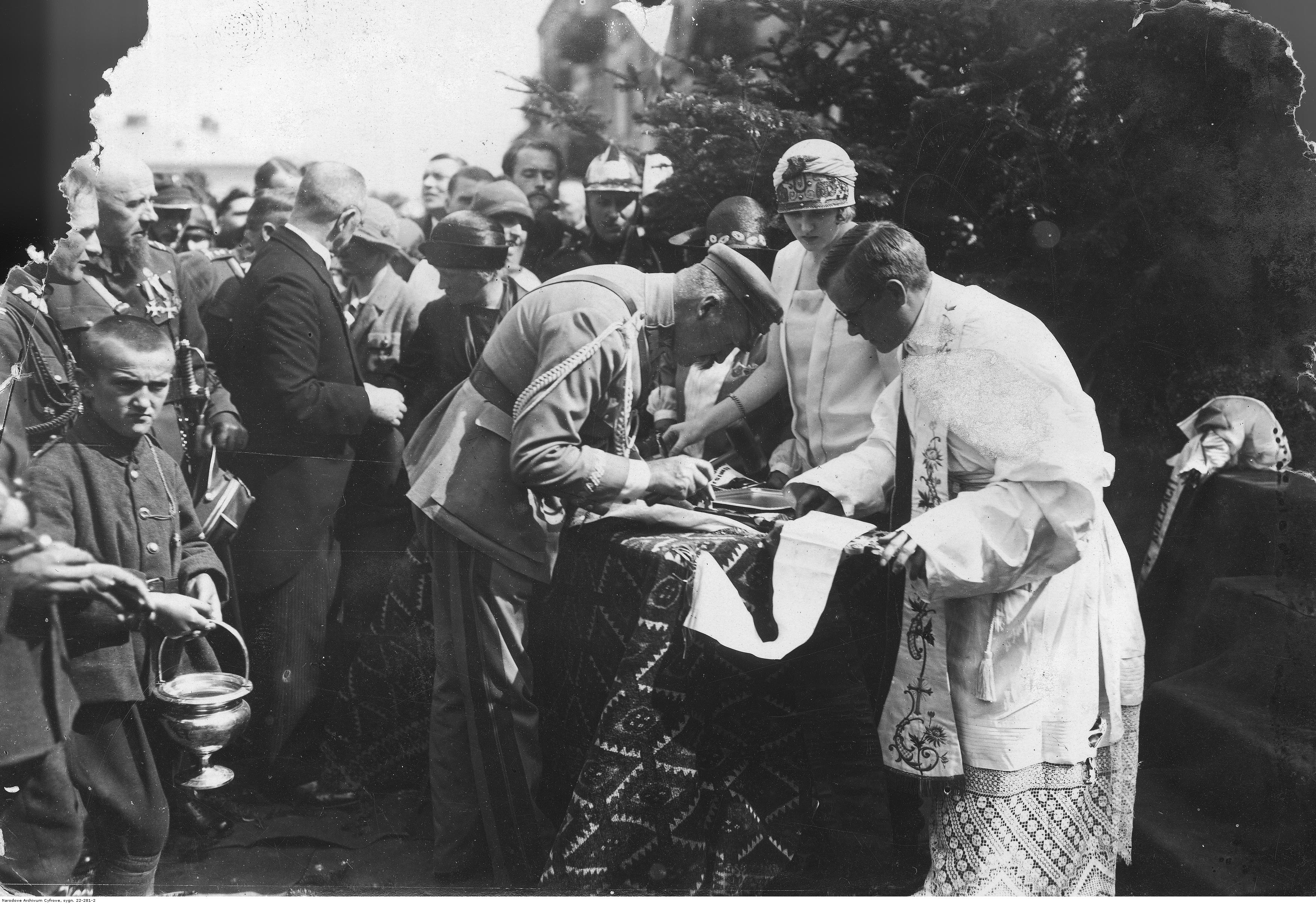
Uroczystość wręczenia sztandaru 19 puł – marszałek Józef Piłsudski wbija gwóźdź w drzewce sztandaru.

30 sierpnia 1920 mjr Jaworski otrzymał rozkaz zorganizowania 19 pułku Ułanów Wołyńskich. Bazą formowania były dwa szwadrony IV Wołyńskiego dywizjonu z 1 pułku strzelców konnych oraz pododdziały 1 Wołyńskiego pułku jazdy ochotniczej. Uzupełnienie stanowili żołnierze 2 Lubelskiego pułku jazdy ochotniczej oraz 3 Siedleckiego pułku jazdy ochotniczej.
Od 12 grudnia 1920 pułk patrolował linię demarkacyjną w rejonie Łużki – Głębokie – Dzisna. W marcu 1922 roku pułk przybył transportem kolejowym z Głębokiego do Ostroga nad Horyniem, które to miasto zostało wyznaczone na jego stały garnizon.
W tym czasie wchodził w skład II Brygady Jazdy.

Po reorganizacji w 1924, wraz ze zmianą terminu „jazda” na „kawaleria”, pułk wszedł w skład 2 Samodzielnej Brygady Kawalerii. W kwietniu 1930 nastąpiła kolejna reorganizacja, a pułk przeszedł do Brygady Kawalerii „Równe". 1 kwietnia 1937 brygada została przeformowana w Wołyńską Brygadę Kawalerii, a 19 pułk ułanów pozostał w jej szeregach.

### Zakwaterowanie
Pierwszym garnizonem szwadronu rtm. Jaworskiego był Włodzimierz Wołyński, w którym to oddział kwaterował od 18 grudnia 1918. Prawdopodobnie rozlokował się w koszarach nazwanych później Koszarami Jagiełły. W połowie maja 1919 szwadron wyruszył na front, a do swego garnizonu powrócił z początkiem sierpnia. 9 września przeniesiono go do Hrubieszowa, skąd już jako IV/1 pułku strzelców konnych 31 grudnia ponownie odjechał na front. Jako ochotniczy oddział jazdy mjr. Jaworskiego z początkiem września 1920 stanął w Grajewie, ale już 23 września odszedł w rejon: Radzyń Podlaski –Turów – Międzyrzec Podlaski, W Turawie zajął dawny folwark Potockich, w Radzyniu zaś dawne koszary artyleryjskie i zabudowania dawnego pałacu Szlubowskich.
Od 12 grudnia 1920 pułk pełnił służbę patrolową i pozostawał na kwaterach polowych w rejonie: Dzisna – Łużki – Głębokie. Dopiero w marcu 1922 przeniesiono go do stałego garnizonu w Ostrogu.

Sformowany we wrześniu 1920 szwadron zapasowy pułku stacjonował początkowo w Białej Podlaskiej. Później przeniósł się do Branicy (najprawdopodobniej dwór i folwark w powiecie białobrzeskim), a od 21 listopada zajmował koszary w Krzemieńcu. Już 4 stycznia 1921 przeniósł się do Tomaszowa Lubelskiego, a ostatecznie, od 24 marca ulokował się we Włodzimierzu Wołyńskim, w Koszarach Jagiełły, w rejonie ulic: Ustyłuzka – Wołodymyra Welykoho –A. Łotockoho – Iwana Mazepy.

### Wydarzenia
Pułk na swojego Szefa obrał pułkownika Karola Różyckiego, dowódcę pułku jazdy wołyńskiej w 1831.

4 marca 1938 minister spraw wojskowych generał dywizji Tadeusz Kasprzycki nadał pułkowi nazwę: „19 pułk Ułanów Wołyńskich im. generała Edmunda Różyckiego”.
19 maja 1927 minister spraw wojskowych marszałek Polski Józef Piłsudski ustalił i zatwierdził dzień 19 sierpnia jako datę święta pułkowego. Pułk obchodził swoje święto w rocznicę bitwy pod Frankopolem i Skrzeszewem, stoczonej w 1920 roku.

### Konie
Konie starano się grupować według maści w poszczególnych pododdziałach według następującego schematu: szwadrony liniowe – konie gniade, szwadron ciężkich karabinów maszynowych – gniade i skarogniade, pluton łączności i pluton trębaczy – konie siwe. W pułku sukcesywnie zwiększano liczbę koni maści gniadej.

### Mobilizacja
| Pułk w planie mobilizacyjnym „S” | Pułk w planie mobilizacyjnym „S” | Pułk w planie mobilizacyjnym „S” |
| Nazwa pododdziału                | Termin                           | Miejsce mobilizacji              |
| -------------------------------- | -------------------------------- | -------------------------------- |
| dowódca pułku z drużyną          | alarm                            | Ostróg                           |
| pluton łączności                 | alarm                            | Ostróg                           |
| 1÷4 szwadrony                    | alarm                            | Ostróg                           |
| szwadron karabinów maszynowych   | alarm                            | Ostróg                           |
| II rzut dla pułku                | alarm                            | Równe                            |
| kolumna taborowa nr 272          | 5                                | Włodzimierz Wołyński             |
| kolumna taborowa nr 284          | 11                               | Włodzimierz Wołyński             |
| kolumna taborowa nr 285          | 12                               | Włodzimierz Wołyński             |
| uzupełnienie do czasu „W”        | 5                                | Włodzimierz Wołyński             |
| szwadron kawalerii nr 2/43       | 10                               | Włodzimierz Wołyński             |
| szwadron marszowy 1/19           | 18                               | Włodzimierz Wołyński             |
| szwadron zapasowy                | do 15                            | Włodzimierz Wołyński             |

| Obsada personalna i struktura organizacyjna w marcu 1939 | Obsada personalna i struktura organizacyjna w marcu 1939 |
| Nazwisko                                                 | Stopień, imię i nazwisko                                 |
| -------------------------------------------------------- | -------------------------------------------------------- |
| dowódca pułku                                            | ppłk dypl. Józef Pętkowski                               |
| I zastępca dowódcy                                       | ppłk Władysław Kotarski                                  |
| adiutant                                                 | rtm. adm. (kaw.) Bronisław Kochański                     |
| lekarz medycyny                                          | por. lek. Jan Henryk Pruszyński                          |
| lekarz weterynarii                                       | por. Stanisław Kalman                                    |
| II zastępca dowódcy (kwatermistrz)                       | mjr Jan Pelczar                                          |
| oficer mobilizacyjny                                     | rtm. Jerzy Stefan Skinder                                |
| zastępca oficera mobilizacyjnego                         | rtm. Konstanty Galimski                                  |
| oficer administracyjno-materiałowy                       | por. adm. (kaw.) Zygmunt Jankowski                       |
| dowódca szwadronu gospodarczego                          | rtm. adm. (kaw.) Bronisław Kochański                     |
| oficer gospodarczy                                       | kpt. int. Ignacy Malinowski                              |
| oficer żywnościowy                                       | vacat                                                    |
| dowódca plutonu łączności                                | por. Seweryn Marian Lubicz-Rudnicki                      |
| dowódca plutonu kolarzy                                  | ppor. Tadeusz Józef Bączkowski                           |
| dowódca plutonu ppanc.                                   | vacat                                                    |
| dowódca 1 szwadronu                                      | rtm. Michał I Kłopotowski                                |
| dowódca plutonu                                          | ppor. Wacław Jachałkowski                                |
| dowódca 2 szwadronu                                      | p.o. ppor. Zdzisław Gracjan Skliwa                       |
| dowódca plutonu                                          | ppor. Włodzimierz Tokarski                               |
| dowódca 3 szwadronu                                      | por. Stanisław Górecki                                   |
| dowódca plutonu                                          | ppor. Włodzimierz Aleksander Duda                        |
| dowódca plutonu                                          | ppor. Jan Stefan Karol Gaugusch                          |
| dowódca plutonu                                          | ppor. Tadeusz Laskowski                                  |
| dowódca 4 szwadronu                                      | mjr Edward Alfons Daniłło-Gąsiewicz                      |
| dowódca plutonu                                          | por. Wojciech Gumiński                                   |
| dowódca plutonu                                          | por. Włodzimierz Poziemski                               |
| dowódca szwadronu km                                     | p.o. ppor. Tadeusz Różycki                               |
| dowódca plutonu                                          | ppor. Zygmunt Stanisław Majewski                         |
| dowódca szwadronu zapasowego                             | mjr Eugeniusz Wiszniowski                                |
| zastępca dowódcy                                         | vacat                                                    |
| na kursie                                                | rtm. Ryszard Kawka                                       |
| na kursie                                                | rtm. Jerzy Wiszniowski                                   |
| Szkoła podoficerska ckm Wołyńskiej BK                    |                                                          |
| komendant szkoły                                         | rtm. Tadeusz Czesław Kohaut (2 psk)                      |
| instruktor                                               | ppor. Edward Leon Bobowski (21 puł)                      |

## 19 puł. w kampanii wrześniowej

### Mobilizacja
14 sierpnia 1939 o godz.0.01 rozpoczęto mobilizację alarmową 19 pułku ułanów w garnizonie Ostroróg, w grupie zielonej. W jej ramach zmobilizowano:
- 19 pułk ułanów, w organizacji i na etatach wojennych, w czasie od A+36 do A+42.

W szwadronie zapasowym 19 pułku ułanów we Włodzimierzu Wołyńskim w grupie czerwonej:
- kolumnę taborową kawaleryjską typ II nr 241, w czasie A+30,
- kolumnę taborową kawaleryjską typ II nr 242, w czasie A+36.

W szwadronie zapasowym 19 puł. we Włodzimierzu Wołyńskim w I rzucie mobilizacji powszechnej, do 4 dnia jej trwania:
- szwadron marszowy nr 1 Wołyńskiej Brygady Kawalerii (19 puł.)[25].

Do 19 puł. zgłaszali się rezerwiści z powiatów Równe, Łuck, Kowel, stawiennictwo było wysokie. Mniejszości narodowe, w tym wypadku Ukraińcy stanowili 30% stanu zmobilizowanych. Znacznie gorzej przedstawiała się sprawa zmobilizowanych wozów konnych, o małej ładowności, w nienajlepszym stanie technicznym. Jakość zmobilizowanych koni i uprzęży była słaba. 16 sierpnia pułk zakończył mobilizację i 17 sierpnia załadował się do transportów kolejowych i odjechał na zachód kraju poprzez: Lwów, Kraków i Częstochowę. 19 sierpnia pułk dotarł do Radomska i wyładował się z transportu kolejowego. Po wyładunku poszczególne szwadrony odeszły do miejsca koncentracji pułku w Dworszowice Kościelne. W rejonie ześrodkowania pułk rozpoczął szkolenie wcielonych żołnierzy rezerwy. Następnie rozpoczęto zgrywanie szwadronów. Zostały wyznaczone przez dowódcę Wołyńskiej Brygady Kawalerii płk. dypl. Juliana Filipowicza odcinki obronne nad rzeką Wartą, na których prowadzono prace inżynieryjne. 19 puł. i IV batalion 84 pułku piechoty pracowały na odcinku Ważne Młyny-Borowice. 28 sierpnia 19 puł. był wizytowany przez dowódcę Armii „Łódź” gen. dyw. Juliusza Rómmla. Na podstawie rozkazu dowódcy armii z 30 sierpnia 1939 nastąpiło przegrupowanie Wołyńskiej BK w rejon Ostrowy, Miedzno, rozpoczęło się o godz.13.00. Rano 31 sierpnia na miejscu dowódca brygady postawił zadanie do ugrupowania się brygady, w tym 19 puł. został rozmieszczony na prawym północnym skrzydle Wołyńskiej BK. Broniący prawego skrzydła 19 pułk ułanów sąsiadował z 21 pułkiem ułanów, zajmującym obronę w centrum stanowisk brygady, a skrzydłowymi oddziałami 30 Dywizji Piechoty w rejonie Zawady, Popów. W nocy 31 sierpnia na 1 września 1939 oddziały Wołyńskiej BK i 30 DP obsadziły stanowiska obronne. Obie wielkie jednostki weszły w skład Grupy Operacyjnej „Piotrków” pod dowództwem gen. bryg. Wiktora Thommée. 19 pułk ułanów zajął rejon obrony Miedzno-Mokra-Zawady-Leszczyny.

### Działania bojowe

#### Udział w boju pod Mokrą i w lesie Łobodno
1 września 1939 o świcie dowódca pułku ppłk dypl. Józef Pętkowski przydzielił poszczególnym szwadronom odcinki obrony i określił zadania. 4 szwadron wzmocniony plutonem kolarzy, II plutonem szwadronu ckm i działonem przeciwpancernym, miał bronić północnej części lasu Grodzisko, w rejonie wzgórza 216 przy wsi Kamieńszczyzna. Wydzielonym plutonem z jednym ckm zaciągnąć placówkę we wsi Danków, która miała utrzymać kontakt z placówką 21 puł. na wzg. 258,5 w rejonie Rembielice Królewskie. 2 szwadron, wzmocniony plutonem szwadronu ckm i działonem ppanc. bronił rejonu Leszczyny z rzeką Liswartą. 1 szwadron z połową plutonu ze szwadronu ckm i działonem ppanc. bronił folwarku w odległości 500 metrów na północ od mostu na Liswarcie we wsi Zawady, miał utrzymywać łączność z oddziałami 30 DP. W odwodzie pułku pozostał 3 szwadron wzmocniony połową plutonu ze szwadronu ckm i działonem ppanc. Dowództwo pułku wraz z plutonem łączności, drużyną pionierów i pocztem stało w pobliżu skrzyżowania szosy Zawady-Miedzno z drogą do wsi Leszczyny. Pozycje obronne 19 puł. były w odległości około 5 kilometrów od pozycji 21 puł..
O godz.5.00 przed pozycjami Wołyńskiej BK pojawiły się oddziały rozpoznawcze niemieckiej 4 Dywizji Pancernej. O godz.8.00 niemiecki pododdział rozpoznawczy zbliżył się do Dankowa obsadzony przez grupę kombinowaną złożoną z plutonu 4 szwadronu, plutonu kolarzy i I plutonu szwadronu czołgów rozpoznawczych TKS z 21 dywizjonu pancernego. Pluton czołgów rozpoznawczych ostrzelał niemiecki patrol motocyklistów, wobec pojawienia się niemieckich czołgów, grupa wycofała się z Dankowa. Niemiecki patrol motocyklowy rozpoznał stanowiska 4 szwadronu pod lasem w rejonie wsi Kamieńszczyzna. Po odparciu niemieckiego patrolu na pozycję 4 szwadronu wyszło niemieckie natarcie zmotoryzowanej piechoty i czołgów. Podczas walk wyparto 4 szwadron z lasu do wsi Leszczyny nad Liswartą. Niemieckie oddziały zajęły wsie Rębielice Królewskie i Rębielice Szlacheckie. Niemieckie natarcie wyszło na pozycje 2 szwadronu we wsi Leszczyny, po odparciu niemieckiego natarcia, 2 szwadron wykonał kontratak odbijając wieś Rębielice Szlacheckie. Na stanowiska 4 i 2 szwadronu atakował niemiecki I batalion 12 pułku strzelców zmotoryzowanych wsparty kilkunastoma czołgami. Kolejne niemieckie natarcie o godz.10.15 skierowało się w lukę pomiędzy 19 puł, a 21 puł. Niemiecka kolumna pancerna zajęła skrzyżowanie Rębielice Królewskie-Izbiska i Zawady-Mokra. Spowodowało to odcięcie 19 puł. od sił głównych brygady. Dowódca brygady wydał rozkaz do wycofania się 19 puł. do rejonu Mokra–Ostrowy. Do wsparcia 19 puł. został skierowany 53 pociąg pancerny „Śmiały”.
Wobec cofnięcia się pododdziałów 19 puł. w lukę o szerokości około 5 kilometrów, po godz.12.00 wyszło natarcie niemieckich czołgów wspartych piechotą zmotoryzowaną, które wyszło na tyły pozycji 21 puł. w rejonie Wilkowiecko, Mokra. Na 2 i 4 szwadrony 19 puł. nacisk wzmógł ponownie niemiecki I/12 pszmot. Z uwagi na powyższe dowódca Wołyńskiej BK wydał rozkaz dla 19 puł. wycofania się na drugą rubież opóźniania w rejonie wsi Borowa. Celem otwarcia drogi przez północny skraj lasu Grodzisko i zajęcia oraz utrzymania rejonu leśniczówki, a także odcinka linii kolejowej na południe od stacji kolejowej Miedźno, został wyznaczony dywizjon ułanów. Dywizjon składający się z 1 i 3 szwadronów z połową szwadronu ckm i połową plutonu przeciwpancernego 19 p uł., dowództwo jego objął dowódca 1 szwadronu rtm. Antoni Skiba. Stanowiska 1 szwadronu na przeprawie przez Liswartę objął II pluton szwadronu ckm. Jadące w szyku konnym szwadrony 3 i 1 kłusem i galopem zaskoczyły pododdziały niemieckie, które nie przyjmując walki wycofały się z rejonu leśniczówki, skąd spieszony 1 szwadron rozpoznawał w kierunku lasu Grodzisko i polany Mokra, tocząc potyczki z niemieckimi pododdziałami. 3 szwadron prowadził pościg w szyku konnym za odchodzącymi zmotoryzowanymi pododdziałami. 3 szwadron przeszedł wiaduktem pod torami kolejowymi, dalej rozpoznał rejon stacji kolejowej Miedźno, rozpoznał las Grodzisko i zajął stanowiska bojowe na jego skraju w pobliżu Izbiska. Następnie ostrzeliwał z broni maszynowej niemieckie patrole motocyklowe operujące w kierunku Izbiska i Miedźna.
W tym czasie pozostałe siły pułku oderwały się od nieprzyjaciela i zebrały się we wsi Zawady. Natarcie dywizjonu rtm. Antoniego Skiby, nie spowodowało zamknięcia luki pomiędzy 19 puł. i głównymi siłami Wołyńskiej BK, przez którą przenikały oddziały niemieckiej 4 DPanc. w kierunku wsi Mokra II. Siły główne 19 puł. pod dowództwem ppłk. dypl. Józefa Pętkowskiego podjęły odwrót na następną pozycję opóźniania prawdopodobnie przez Władysławów. Odwrót osłaniały w rejonie Miedźna 1 szwadron i w rejonie stacji kolejowej Miedźno 53 pociąg pancerny „Śmiały” oraz II pluton szwadronu ckm w Zawadach na przeprawie przez Liswartę.
Około godz.15.00 w rejon Miedzna wyruszyły dwie niemieckie kolumny pancerne. Pierwsza z nich zepchnęła 3 szwadron z linii obrony i sforsowała tory kolejowe w rejonie Izbiska. 3 szwadron został zaatakowany przez lotnictwo niemieckie i częściowo się rozproszył, po czym przed zmierzchem został zebrany i dołączył do pułku bez start. Z dugą kolumną stoczył walkę zadając jej duże straty 53 pociąg pancerny „Śmiały”, w rejonie przejazdu kolejowego na drodze Rębielice Królewskie-Izbiska. Po walce 53 pociąg pancerny odjechał na północ. 1 szwadron i II pluton szwadronu ckm, w trakcie walki pociągu pancernego wycofały się ze swoich stanowisk i o godz.17.00 pomaszerowały do zachodniego rejonu lasu Łobodno, w trakcie marszu były atakowane przez niemieckie lotnictwo.
Wieczorem 19 puł. zbierał się w rejonie Borowe. Po boju z niemiecką 4 DPanc., Wołyńska BK wieczorem i w nocy przegrupowała się na zachodni skraj lasu Łobodno, w rejon wsi Ostrowy. W I rzucie brygady stanowiska zajęły na prawym skrzydle brygady: 19 puł. w rejonie Borowa, 11 batalion strzelców na szosie Ostrowy-Stary Kocim i 2 pułk strzelców konnych w lesie pomiędzy Ostrowem, a Starym Kocimiem. Przed świtem 2 września dowódca 19 puł. ugrupował podległe pododdziały na skraju lasu Łobodno, w następujący sposób: 1 szwadron zajął obronę w rejonie wzg.217, 2 szwadron bronił środkowej części lasu, 3 szwadron bronił lizjery leśnej przy szosie Ostrowy-Brzeźnica, częściowo za skrzydłem 11 batalionu strzelców, 4 szwadron stanowił odwód pułku stojąc za 2 szwadronem. O godz.11.00 na stanowiska 19 puł. od strony Miedźna wyszło natarcie oddziałów 4 DPanc., to jest 12 p strz. zmot. wsparte czołgami 36 pułku czołgów. Niemieckie natarcie posuwające się w otwartym terenie załamano w ogniu ułanów 19 pułku. O godz.15.00 oddziały 4 DPanc. i 12 pp z 31 DP wykonały natarcie na stanowiska 11 bs i 2 psk. W tym czasie również natarcie wykonano na stanowiska 19 puł. Na odcinku 11 bs natarcie niemieckie przełamało obronę i okrążyło częściowo 2 psk. W trakcie walk obronnych na stanowiskach 19 pułku został użyty do kontrataku 4 szwadron. Kontratak wprowadzonego do walki 21 dywizjonu pancernego, pozwolił powstrzymać w głębi lasu niemieckie natarcie. Pozwolił wycofać się większości oddziałów, w tym 19 puł. przed zachodem słońca z zajmowanych pozycji i odejście za linię rzeki Warty w kierunku na Brzeźnicę Nową i Starą.

#### Walki i działania odwrotowe
Po odejściu pułku za Wartę i krótkim odpoczynku, o godz.22.00 Wołyńska BK, a w jej składzie 19 puł. wykonały marsz nocny przez Strzelce Wielkie i Sulmierzyce do rejonu Łękińsko, Łękawa, Janów Nowy. Cały 3 września 19 pułk ułanów wypoczywał bez styczności z nieprzyjacielem. W nocy 3/4 września przeszedł wraz z częścią brygady w rejon Głupice, Drużbice. Następnie 4 września stał na postoju w osiągniętym rejonie bez kontraktu z oddziałami niemieckimi. 5 września pułk stał w odwodzie GO „Piotrków” wraz z Wołyńską BK. W nocy 5/6 września pułk rozpoczął marsz ubezpieczony nad ranem dołączył do kolumny brygady i dotarł w okolice Wadlew, Dłutów. Pułk wraz z częścią brygady osłaniał odwrót 30 DP i zgrupowania 2 pułku piechoty Legionów, tocząc potyczki z niemieckimi patrolami rozpoznawczymi. W nocy 6/7 września wraz z odwrotem Armii „Łódź” pułk podjął dalszy marsz w kierunku na Żeromin, Kruszów, Zamość gdzie pułk dotarł 7 września o świcie. Oddział rozpoznawczy niemieckiej 19 DP zaatakował 12 pułk ułanów w rejonie Żeromina, do walki wszedł jako kolejny 19 puł. i 21 puł. pułki przeszły do obrony. 19 pułk ułanów po spieszeniu się 1 i 2 szwadronem zajął stanowiska na skraju lasu Żeromin, oba szwadrony okopały się, 3 szwadron zajął stanowiska w pobliżu pozycji 21 puł., natomiast 4 szwadron wzmocniony plutonem ze szwadronu ckm i dwoma armatami ppanc. został wysunięty jako czata do południowej części wsi. Wsparcie pułkowi zapewniła 3 bateria 2 dywizjonu artylerii konnej. Około godz.11.00 na drodze Grabina Wola-Żeromin podjechała niemiecka kolumna zmotoryzowana, bez ubezpieczenia. 4 szwadron ogniem przydzielonej i własnej broni maszynowej i dwóch armat ppanc. zaskoczył i rozbił niemiecką kolumnę. Wkrótce na stanowiska 4 szwadronu uderzyła niemiecka piechota, która zepchnęła 4 szwadron z zajmowanych pozycji. Niemieckie natarcie objęło cały odcinek 19 puł. i sąsiedniego 21 puł., zostało odparte, a piechota niemiecka wycofała się przerywając walkę. Przed wieczorem pułk i inne jednostki Wołyńskiej BK rozkazem dowódcy brygady wycofały się w kierunku na Skoszewy i Cyrusową Wolę.

#### Bój pod Cyrusową Wolą
Po nocnym marszu 7/8 września 19 puł. dotarł do lasu na zachód od Woli Cyrusowej około godz.8.00. W tym rejonie ześrodkowały pozostałe oddziały Wołyńskiej BK. Brygada przyjęła ugrupowanie dwurzutowe, w I rzucie obronę zajęły 21 puł. i 2 psk, II rzucie 12 puł. i 19 puł. oraz 2 dywizjon pancerny. Pozycje obronne Wołyńskiej BK położone były w widłach szosy Stryków-Głowno i Stryków-Brzeziny. Dowództwo brygady i sztab GO „Piotrków” zatrzymały się w Kołacinie. Na stanowiska I rzutowych pułków o godz.9.00 uderzył niemiecki 85 pp ze składu 10 DP. Niemieckie natarcia załamały się w ogniu broni maszynowej i armat 2 dak. Silny ostrzał niemieckiej artylerii objął całość sił Wołyńskiej BK, od niemieckiego ostrzału poległo 3 żołnierzy 19 puł. wśród nich ppor. rez. Józef Janeczek, poniesiono straty w koniach. Ze względu na silny napór na stanowiska oddziałów I rzutu i wobec potrzeby ich wzmocnienia, rozkazem płk. dypl. Juliana Filipowicza na prawe skrzydło 21 puł. został skierowany 19 puł. Realizując ten rozkaz ppłk dypl. Józef Pętkowski wysłał 1 szwadron wzmocniony plutonem szwadronu ckm z armatą ppanc. na lewe skrzydło 21 puł. celem nawiązania kontaktu z dowódcą pułku i uzgodnienia współdziałania, reszta pułku zajęła obronę po obu stronach drogi Wola Cyrusowa-Lipka. Po dotarciu 1 szwadronu okazało się, że 21 puł. jest w odwrocie spychany przez piechotę niemiecką. 1 szwadron miał odejść jako odwód do Cyrusowej Woli, a 19 puł. miał spieszyć się i zająć obronę w środkowej części lasu na wschodnim jej skraju, po obu stronach drogi Wola Cyrusowa-Lipka. W trakcie spieszenia się pułku wyszło niemieckie natarcie, czołowy 4 szwadron wykonał kontratak odrzucając natarcie niemieckie w głąb lasu, lecz tam po walce z niemieckimi odwodami został powstrzymany. Kontratak 3 szwadronu również został zatrzymany. Na wcześniej planowanej pozycji obronę zajął 2 szwadron i wkrótce przybyły z przedpola 1 szwadron. Na przedpolu obrony pułku walczyły w lesie 3 i 4 szwadrony. Wobec groźby okrążenia 3 szwadronu i spychania go w kierunku południowym, o godz.12.00 na rozkaz dowódcy pułku kontratak wykonał 2 szwadron. Kontratak 2 szwadronu miał powodzenie i wspomógł walkę bratniego 3 szwadronu. Oprócz 19 puł. do kontrataku został skierowany 12 puł. Do godz.14.00 doszło do częściowego przemieszania się oddziałów, walki obu odwodowych pułków powstrzymały stronę niemiecką przed opanowaniem całego lasu. W trakcie zaciętych walk obie strony ponosiły ciężkie straty. Około godz.17.00 większa część lasu została opanowana przez wojska niemieckie. Niemieckie pojazdy pancerne ostrzelały miejsce postoju dowództwa Wołyńskiej BK. Do przeciwnatarcia został skierowany 2 dak, cały stan osobowy poza obsługami armat. Po tych wydarzeniach piechota niemiecka wycofała się do południowo zachodniej części lasu. W tym czasie szwadrony 19 puł. były uwikłane w leśny bój. Opór stawił pluton łączności, który został rozbity. Kontratakował również 1 szwadron na niemiecką piechotę. Na rozkaz dowódcy pułku szwadrony wycofały się wraz z całą Wołyńską BK zgodnie z rozkazem płk. Filipowicza nad rzekę Mrogę. Z uwagi na dezorganizację oddziałów brygady na wniosek jej dowódcy, gen. Thommée wydał rozkaz o wycofaniu brygady na odpoczynek i reorganizację do lasów pod Chlebowem. Z pułku poległo 5 oficerów i około 60 ułanów, rannych zostało 2 oficerów i 60 ułanów.
Odwrót odbył się w nocy 8/9 września bez kontaktu z nieprzyjacielem. Po odpoczynku i reorganizacji 9 września wieczorem dowódca Wołyńskiej BK, bez porozumienia z dowódcą GO „Piotrków” gen. Thommée wydał rozkaz przemarszu do Puszczy Kampinoskiej. Po dotarciu brygady w nocy 9/10 września do Kampinosu 10 września brygada odpoczywała. Następnej nocy 10/11 września odeszła przez Puszczę Kampinoską do Kazunia i po moście przeszła z Kazunia do Nowego Dworu, 11 września w południe stanęła w lasach koło Chotomowa.

#### W Grupie Operacyjnej Kawalerii gen. Andersa
Po odpoczynku w lesie w pobliżu Chotomowa, Wołyńska BK 12 września przeszła do lasu w pobliżu Wiązowny i Miłosnej Starej, gdzie 12 września wszedł w skład Grupy Operacyjnej Kawalerii gen. Władysława Andersa. Grupa gen. Andersa miała działać na południowy wschód od Warszawy. Ze względu na podejście od wschodu w pobliże Warszawy oddziałów niemieckiej 3 Armii, rozkazem dowódcy Armii „Warszawa” gen. dyw. Juliusza Rómmla, GOKaw. gen. Andersa miała uderzyć na Mińsk Mazowiecki i Kałuszyn. 13 września Wołyńska BK wzmocniona dwoma batalionami piechoty miała uderzyć po osi szosy brzeskiej na Mińsk Mazowiecki o świcie 13 września. O godz.19.30 12 września Wołyńska BK podjęła marsz w kierunku Dębe Wielkie, jako podstawy wyjściowej do natarcia.

##### Natarcie na Mińsk Mazowiecki
W rejon wyjściowy do natarcia jako straż przednia Wołyńskiej Brygady Kawalerii maszerował 19 puł. do miejscowości Dębe Wielkie. Od świtu 13 września z pułku wyznaczono czatę w sile szwadronu wzmocnionego dwoma armatami ppanc. i dwoma ckm, zmienianą co dwie godziny usytuowaną na szosie do Mińska Mazowieckiego u wylotu wsi. Reszta pułku stanęła w gotowości bojowej w zachodniej części wsi Dębe Wielkie oczekując na rozkaz natarcia. Dębe Wielkie było ostrzeliwane przez niemiecka artylerię, od jej ostrzału został ranny ułan i kilka koni. Wysłano patrole rozpoznawcze na przedpole, które potwierdziły wejście do miasta oddziałów niemieckiej 11 DP.
Główne natarcie miały wykonać 12 puł. i 21 puł. wsparte baterią 2 dak. Wzdłuż szosy Dębe Wielkie-Choszczówka w kierunku centrum Mińska Mazowieckiego miał nacierać 19 puł., wsparty 3/2 dak. W tym celu po spieszeniu się w I rzucie natarcia wzdłuż szosy, na lewo od niej miał nacierać 1 szwadron wzmocniony armatą ppanc. i dwoma ckm, na prawo od szosy 4 szwadron z armatą ppanc. i dwoma ckm. W II rzucie posuwały się za 4 szwadronem, 2 i 3 szwadron. O godz.8.00 pułk ruszył do natarcia, 1 szwadron zajął wieś Choszczówka, 4 szwadron po wyjściu z lasu natknął się na niemiecką piechotę okopaną na wzgórzu. Szturm czołowego I plutonu nie powiódł się, pluton został rozbity, a jego dowódca ppor. Włodzimierz Tokarski poległ. Boczny ostrzał 1 szwadronu pozwolił ewakuować rannych i poległych ułanów. W Choszczówce został ostrzelany przez niemiecką artylerię 1 szwadron, który poniósł straty osobowe. Drugie natarcie 4 szwadronu na okopy załamało się w niemieckim ogniu, por. Wojciech Gumiński został ciężko ranny, po przekazaniu dowództwa szwadronu ppor. rez. Eugeniuszowi Rzewuskiemu, popełnił samobójstwo. Z 4 szwadronu zdołał się wycofać ppor. Rzewuski z kilkoma ułanami. Natychmiastowe natarcie odwodowego 3 szwadronu dotarło do pozostałości 4 szwadronu, który wraz z rannymi wycofał się. Niemiecki kontratak odciął 3 szwadron, od sił głównych pułku i został okrążony. Natarcie 2 szwadronu uwolniło 3 szwadron z okrążenia i pozwoliło na podjęcie pościgu za niemiecką piechotą, lecz z kolei 2 szwadron został zmuszony do odwrotu, w rejonie toru kolejowego przez kontratak niemieckiego pododdziału piechoty. Szwadrony 2 i 3 wycofały się na skraj polany w lesie, gdzie przeszły do obrony. Niemiecka piechota prowadziła dalsze natarcie w kierunku wsi Dębe Wielkie.
Spychany w kierunku wsi Dębe Wielkie 19 puł., dowódca brygady wsparł kompanią asystencyjną z Armii „Prusy” podporządkowaną brygadzie. Kontratak 2 i 3 szwadronów i kompanii asystencyjnej o godz.10.00 zepchnął niemiecka piechotę na polanę w środku lasu. Jednak wobec braku ciągłej linii obrony niemiecka piechota przeniknęła przez luki w ugrupowaniu i odcięła 2 i 3 szwadrony od kompanii asystencyjnej. Z uwagi na groźbę okrążenia szwadrony 2 i 3 zostały wycofane z zajmowanych stanowisk. W rejon walki pułku przybył III batalion 205 pułku piechoty, który czołową kompanią wraz z 3 szwadronem i jako II rzutem 2 szwadronem uderzył na las i wyrzucił z niego niemiecka piechotę. O godz.12.15 dowódca pułku wycofał oba szwadrony z lasu na zbiórkę pułku. Po południu na Dębe Wielkie natarcie przeprowadziła niemiecka piechota, 19 puł. bronił też wsi Chorośla i Choszczówka, wsparcie szwadronom zapewniała 3 bateria 2 dak. Zgodnie z rozkazem dowódcy Wołyńskiej BK, wobec nieskutecznego natarcia na Mińsk Mazowiecki, o godz.18.00 19 puł. oderwał się od nieprzyjaciela i wieczorem pomaszerował na miejsce zbiórki brygady. Pułk poniósł ciężkie straty, siła jego stopniała o 50% stanu osobowego. Pułk w składzie macierzystej brygady podjął marsz w kierunku Garwolina.

##### Marsze odwrotowe na Lubelszczyźnie
Marsz nocny 13/14 września odbywał się w drobnych potyczkach z niemieckimi patrolami. Wołyńska BK maszerowała w dwóch zgrupowaniach: Wraz z dowództwem brygady przemieszczały się w jednym zgrupowaniu 19 puł., 2 psk, 3/2 dak i 15 bateria artylerii konnej. W drugim opóźnionym zgrupowaniu przemieszczały się 12 puł., 21 puł. i 1/2 dak. Kolumna marszowa brygady rozciągnęła się na 15 kilometrów, z uwagi na zatłoczenie dróg poruszała się znacznie wolniej, niż zakładał plan. Miejsce zbiórki brygad kawalerii znajdowało się w lasach na południowy zachód od Garwolina. Opóźnione zgrupowanie z 12 i 21 puł. i 1/2 dak z częścią 8 szwadronu pionierów podczas przeprawy przez rzekę Świder we wsi Rudka i Wólka Mlądzka została rozdzielona. Niemieckie oddziały 11 DP o świcie 14 września domknęły pierścień okrążenia wokół Warszawy na południowym wschodzie, odcinając maszerujące na końcu kolumny marszowej 12 puł. i 21 puł., pomimo kilkakrotnych prób forsowania rzeki natarcia 12 i 21 pułków ułanów nie zdołały otworzyć drogi do brygady ponosząc znaczne straty. Większość tego zgrupowania wycofała się do Warszawy. Część Wołyńskiej BK po osiągnięciu okolic Garwolina przeszła na odpoczynek, jednocześnie wysłane na ubezpieczenie i rozpoznanie patrole zbierały pododdziały 21 puł. i 12 puł. rozbitków i porzuconą broń i amunicję, tocząc utarczki z patrolami niemieckimi. Główną siłą bojową brygady stały się 19 pułk ułanów i 2 pułk strzelców konnych i pojedyncze pododdziały 21 puł.. Nocą 14/15 września brygada podjęła dalszy marsz 100 kilometrowy przez Łaskarzew w rejon Łysobyki, Baranów na  przeprawę przez rzekę Wieprz. Marsz był możliwy, ze względu na istniejącą jeszcze lukę w pierścieniu niemieckim w rejonie Łaskarzewa. Wołyńska BK stanowiła straż przednią GOKaw. gen. Andersa. Po 24 godzinnym marszu dotarła do Michowa, gdzie stanęła na postój 15 września, odpoczywając i ubezpieczała resztę GOKaw. od północy, wysyłała patrole rozpoznawcze na północ od rzeki Wieprz. Pomiędzy Ułężem, a Sobieszynem na ukrytym i porzuconym lotnisku polowym, uzupełniono amunicję, broń, paliwo, odzież i inne wyposażenie. Samoloty i część pozostałych przedmiotów zniszczono. 16 września Wołyńska BK odpoczywała, w 19 puł. porządkowano szeregi, dołączono zagubionych żołnierzy i pododdziały. Po walkach i działaniach odwrotowych 19 pułk ułanów został zredukowany do siły dwóch szwadronów z plutonem ckm (4 ckm) i działonem ppanc. z zachowanym dowództwem pułku. Do pułku dotarły też w części zagubione tabory oraz dowiezione z Lublina zaopatrzenie. 17 września Wołyńska BK podjęła marsz o godz.19.00 jako straż przednia GOKaw. poprzez Michów, Gołąb, Kozłówkę do lasów kozłowieckich, na południowy zachód od Lubartowa. Nakazany rejon brygada osiągnęła 18 września o godz.3.00. 17 września Grupa Operacyjna Kawalerii gen. Andersa weszła w skład Frontu Północnego dowodzonego przez gen. dyw. Stefana Dąba-Biernackiego.
Wołyńska BK po zatrzymaniu się w lasach kozłowieckich i wypoczynku otrzymała zadanie rozpoznania przepraw na Wieprzu i terenu na wschód od rzeki. 18 września o godz.21.00 rozpoczęto marsz przez Nowy Staw, Zalesie, Niemce w rejon Łęcznej. Wołyńska BK stanowiła straż boczną, ze względu na padający deszcz stan dróg był fatalny. Brygada odpoczywała w lesie na wschód od Łęcznej, przez dzień 19 września osłaniała jednocześnie postój GOKaw. od zachodu tocząc potyczki z niemieckimi patrolami rozpoznawczymi. 19 września zgodnie z rozkazem gen. Andersa Wołyńska BK prowadziła marsz w kierunku Krasnegostawu, poprzez: Ciechanki, Kamionka, Wola Korybutowa, Borowo, Kanie, Żulin, Siennica Różana do rejonu Wola Siennicka, Złośnica, ubezpieczała marsz całej grupy od strony Piask Luterskich, a na postoju od strony Krasnegostawu. Po krótkim odpoczynku wieczorem 19 września brygada w składzie grupy wyruszyła przez Siedliszcze w kierunku Rejowca.
W trakcie marszu Wołyńska BK przekroczyła szosę Lublin-Chełm, rano 20 września dotarła do rejonu na północ od Rejowca. Na stacji kolejowej w Rejowcu cała GOKaw. pobrała żywność, amunicję, mundury i inne wyposażenie. 19 puł. uzupełnił swoje zasoby. Kolejny nocny marsz przeprowadzono z okolic Rejowca w nocy 20/21 września, osiągając o świcie 21 września Wojsławice, skąd po krótkim odpoczynku pomaszerowano do Grabowca, gdzie zatrzymano się na postój. Wołyńska BK ubezpieczała postój grupy od strony południowej i wschodniej. Porządkowano oddziały, do Wołyńskiej BK wcielono resztki Kresowej Brygady Kawalerii. Dalszy marsz rozpoczęto wieczorem 21 września, Wołyńska BK maszerowała w kolumnie prawej GOKaw. gen. bryg. Władysława Andersa z Grabowca do której w trakcie marszu dołączyła Kombinowana Brygada Kawalerii. Wołyńska BK maszerowała poprzez Czartoryję, Horyszów Ruski, Dub, Kraczów do lasu na południe od Kolonii Sosnowa. Podczas postoju rozpoczęto przygotowania do natarcia na szosę Zamość-Tomaszów Lubelski oraz po osi Janówka, Majdan Krynicki, Krynice, a jako zadanie dalsze miała opanować rejon Boża Wola, Suchowola, a następnie przeprawy na Wieprzu w rejonie Kaczorki, Krasnobród. Z rozbitków i luźnych grup kawalerzystów odbudowano stany osobowe pułku.

##### Udział pułku w bitwie pod Tomaszowem Lubelskim
W nocy 21/22 września Wołyńska BK po marszu zajęła stanowiska wyjściowe do planowanego natarcia, w pierwszej fazie miała opanować szosę Zamość Tomaszów Lub. i miejscowość Majdan Krynicki oraz zabezpieczyć przejście, w tym rejonie GOKaw. gen. Andersa. W drugiej fazie miała prowadzić natarcie w kierunku Polanówka, Boża Wola, Suchowola, Potoczek, Jacnia, Kaczorki, a po opanowaniu przepraw na Wieprzu uderzyć przez Malewszczyznę na Józefów. Na północ od niej miała prowadzić natarcie Kombinowana BK płk. Adama Zakrzewskiego, na południe miała prowadzić natarcie Nowogródzka Brygada Kawalerii. Wołyńska BK wyruszyła w kierunku przedmiotów natarcia 22 września o godz.21.00, aby rozpocząć natarcie o świcie 23 września.
Jako czołowy maszerował 2 psk, za nim 19 puł. W zabudowaniach w pobliżu Majdanu Krynickiego 2 psk zaskoczył niemiecką kompanię zmotoryzowanej piechoty, natarcie 2 psk ze wsparciem spieszonych dwóch szwadronów 19 puł, rozbito niemiecki pododdział i wspólnie wzięto do niewoli 3 oficerów i około 100 niemieckich szeregowych. Następnie główne siły 19 puł. opanowały Majdan Krynicki. Po tym starciu do straży przedniej został wysunięty 19 puł., który miał prowadzić dalej natarcie jako oddział czołowy. W Suchowoli 2 szwadron zaskoczył i rozproszył szwadron niemieckiej kawalerii. Po wyjściu z Suchowoli idący w szpicy 1 szwadron natknął się na niemiecką kompanię piechoty zmotoryzowanej, która ostrzelała czołowy szwadron z broni maszynowej, natarcie całego spieszonego pułku zniszczyło niemiecką kompanię. Poległo 2 ułanów 1 szwadronu, a ciężko ranny został pchor. rez. Józef Nowicki.
Na odgłos walki z Krasnobrodu i Hutek wyruszył do kontrnatarcia niemiecki batalion piechoty na Suchowolę przez górę Sanatorium. Na rozkaz dowódcy pułku 2 szwadron wykonał szarżę na wychodzące z zalesionego wzgórza Sanatorium linię patroli niemieckich, następnie spieszając się i atakując bagnetami i granatami. Wywołane zamieszanie w szeregach niemieckich spowodował odwrót niemieckiego batalionu, ściganego przez 1 i 3 szwadrony 19 puł., a następnie rozproszenie się batalionu niemieckiego. Będące w pościgu 1 i 3 szwadrony osiągnęły rzekę Wieprz, tam na rozkaz ppłk. dypl. Pętkowskiego 1 szwadron zajął obronę w rejonie stawów pomiędzy wsią Hutki, a dworem Podzamek i przeprawę w Hutkach, a 3 szwadron zajął obronę przy moście na Wieprzu w dworze Podzamek. 2 i 4 szwadrony pojechały opanować Krasnobród. Zdołały opanować północno wschodnie zabudowania miasta przy szosie i most na Wieprzu, gdzie napotkały opór niemiecki w centrum miasta. 2 i 4 szwadrony przeszły do obrony w osiągniętych pozycjach. Pułk utrzymywał opanowane przeprawy oczekując na podejście Wołyńskiej BK, wobec utraty łączności brygada nie podeszła do godzin popołudniowych. Po południu oddziały niemieckie zostały wzmocnione, wyparły 1 szwadron z przeprawy w Hutkach. Na stanowiska 2 i 4 szwadronu rozpoczęto niemieckie ataki. Ze względu na niemożność nawiązania łączności z macierzystą brygadą ppłk. dypl. Józef Pętkowski podjął decyzję o wycofaniu się pod osłoną 1 szwadronu na Dominikanówkę, gdzie dołączył tabor bojowy. Następnie pułk wyruszył do Antoniówki, gdzie przechodzący przez nią czołowy 3 szwadron starł się z wchodzącą do wsi kolumną niemieckiej piechoty, szarżując na nią w szyku konnym. Rozkazem dowódcy pułku do walki włączyły się 2 i 4 szwadrony pułku, wieś została zdobyta, wzięto jeńców, a reszta niemieckiej kolumny rozproszyła się. Za rozbitą kolumną niemiecką od południowego wschodu pojawiła się rozwinięta w ugrupowanie bojowe niemiecka piechota wsparta pojazdami pancernymi. Silnie ostrzelany we wsi Antoniówka pułk i zbliżające się czołgi, spowodowały wycofanie się w szyku konnym cwałem pułku do lasu przy szosie. Ścigające pułk pojazdy pancerne po wyjściu z Antoniówki dostały się pod ostrzał boczny obu armat przeciwpancernych, karabinów ppanc. oraz broni maszynowej 1 szwadronu. Strona niemiecka poniosła straty i wycofała się do Antoniówki. W międzyczasie niemiecka piechota odcięła walczący 1 szwadron i tabor bojowy pułku od reszty 19 puł. Nad 1 szwadronem, plutonem przeciwpancernym i taborem bojowym dowództwo objął ppłk Władysław Kotarski. Grupa ta wycofała się do Dominikanówki, gdzie 24 września dołączyła do 41 Dywizji Piechoty rez.. W jej składzie grupa ppłk. Kotarskiego walczyła do 27 września, do momentu kapitulacji dywizji.
Większość 19 pułku ułanów z ppłk. dypl. Józefem Pętkowskim po odskoczeniu spod Antoniówki do północnej części lasów, podjęła dalszy marsz na wschód. Przekroczyła szosę Zamość-Tomaszów, gdzie podczas walki został odcięty od reszty pułku jeden z plutonów walczących na ubezpieczeniu, pułk dotarł do Dąbrowy. Następnie pułk podjął marsz na wschód równolegle do szosy Zamość-Tomaszów, przeprawił się przez Wieprz w rejonie folwarku Ponarki, Panków. W walce podczas przeprawy przez most we wsi Panków stracił III pluton z 2 szwadronu, który szedł w straży przedniej pułku i 2 ckm-y. Po czym pułk osiągnął lasy Ordynacji Zamojskiej. Szwadrony pułku klucząc duktami leśnymi zbierając rozbitków dotarły rano 24 września do Huty Różanieckiej, następnie po odpoczynku pułk pomaszerował do Rudy Różanieckiej, gdzie dołączył do GOKaw. gen. Andersa.

##### Dalsze przedzieranie się na południe kraju
Po dołączeniu do grupy, pozostałość 19 puł. weszła w skład nowoutworzonej Brygady Kawalerii Kresowa II pod dowództwem płk. dypl. Jerzego Grobickiego. Do 19 puł. włączono wszystkich ułanów i strzelców konnych, którzy przebili się do GOKaw. ze składu Wołyńskiej BK, w tym 2 szwadron 2 psk oraz armaty ppanc. i ckm. Nocą 24/24 września 19 puł. w marszu przekroczył szosę Bełżec-Jarosław w okolicach Narola i osiągnął Horyniec. 25 września 19 puł. przebywał w Horyńcu wypoczywając. Stąd w nocy 25/26 września pułk maszerował w składzie kolumny wschodniej złożonej z oddziałów BK Kresowa II, w kierunku miejscowości Nohaczów, w trakcie marszu czasowo odłączył się od brygady. Przekroczył szosę Jaworów-Jarosław w rejonie Wólki Różanowskiej osiągając rejon Rogóźna o godz.10.00. 26 września oddziały Brygady Kawalerii Kresowa II zostały zaatakowane przez oddziały sowieckie, podczas tego ataku został ranny i dostał się do sowieckiej niewoli płk dypl. Jerzy Grobicki. W tej sytuacji dowódca 19 puł. oraz dowódcy 1 pułku szwoleżerów i 4 pułku ułanów postanowili cofnąć się w kierunku wojsk niemieckich. Wczesnym rankiem 27 września maszerujący w straży przedniej 19 puł. został zaatakowany przez oddziały z sowieckiego IV Korpusu Kawalerii, które zepchnęły pułk na 1 pszw. Pomimo naporu oddziałów sowieckich 19 puł. oderwał się od nieprzyjaciela i przybliżył się do Dernak, gdzie znajdowała się Nowogródzka BK. 27 września Nowogródzka BK została rozbita przez wojska sowieckie w rejonie Władypola. Z uwagi na powyższe ppłk. dypl. Józef Pętkowski postanowił przebijać się samodzielnie przez Wolę Arłamowską, Sanniki, Husaków na Przełęcz Użowską i za granicę węgierską. Do straży przedniej został przeznaczony 2 szwadron, po południu przekroczono szosę Wisznica-Mościska. O zmroku cwałem przekroczył ostrzeliwany przez zbuntowanych Ukraińców wieś Krysowice. 19 pułk ułanów znalazł się na południe od kompleksu leśnego Krysowice, Bulowice, Rajtarowice. Podczas nocnego marszu 27/28 września pułk dotarł do wsi Bulowice, a rano 28 września dotarł do wsi Czyżki. Po przekroczeniu drogi Bylice-Nowe Miasto Przemyskie patrol pułku stoczył potyczkę z konnym patrolem sowieckim. Omijając obsadzone przez patrole sowieckie i zrewoltowane wsie, po południu osiągnięto wieś Wołowe, a następnie ukrył się w lesie koło wsi Słochynie. Następnie po zmroku 28 września pułk maszerując pieszo przekroczył drogę Stary Sambor-Chyrów, wokół pułku drogami poruszały się kolumny czołgów sowieckich. Następnie już konno przemieszczał się w kierunku wsi Ławrów. O świcie 29 września pułk dotarł do lasu pomiędzy szosą na Potok Wielki, a wsią Senina Mała. Wysłane patrole potwierdziły o sukcesywnym obsadzaniu wsi przez wojska sowieckie. Wieczorem 29 września prowadząc konie podjął marsz szczytami gór do wsi Chaszemów, skąd wieczorem pułk dotarł do wsi Jabłonka Wielka. Z uwagi na osłabienie koni ponad 1000 kilometrowym marszem pozostawiono wyczerpane konie pozostawił tu broń ciężką i białą i ruszył pieszo w kierunku odległej o 14 kilometrów granicy. O godz.21.20 kolumna piesza ruszyła do Przełęczy Użockiej. Po całonocnym wyczerpującym marszu 30 września o świcie, po pomyleniu drogi pułk doszedł do na północny wschód od wsi Stare Sianki. Podczas chwilowego odpoczynku o godz.10.00 resztki pułku zostały otoczone przez konny oddział sowieckiej 99 Dywizji Strzelców. Pozostałość pułku została zabrana do niewoli, opór stawił ppor. Eugeniusz Rzewuski. Pozostałość pułku w chwili wzięcia do niewoli znajdowała się 4 kilometry od granicy węgierskiej.
Próby przebicia się do granicy polsko-węgierskiej nie powiodła się. Po całonocnym błądzeniu 28 września maszerujący pieszo pułk znalazł się na otwartej przestrzeni pomiędzy kompleksami leśnymi, został otoczony przez oddziały sowieckie i wzięty do niewoli, żołnierze byli bici obdzierani z broni, odzieży i obuwia. Przebijające się na południe rozproszone grupy żołnierzy pułku zostały wzięte do niewoli. Także dowódca pułku, ppłk dypl. Józef Pętkowski, rtm. Ryszard Kawka, rtm. Konstanty Galimski, rtm Jerzy Wiszniowski, kpt. Ignacy Malinowski i 5 oficerów dostał się do sowieckiej niewoli. Zostali zamordowani w Charkowie i Katyniu wiosną 1940.
Za kampanię wrześniową pułk został odznaczony orderem Virtuti Militari.

### Oddziały II rzutu mobilizacyjnego 19 pułku ułanów
Po wyjeździe pułku pozostały w koszarach w Ostrorogu nadwyżki mobilizacyjne, nad którymi dowództwo sprawował rtm. Jerzy Skinder oficer mobilizacyjny pułku. Sformował z nich Oddział Zbierania Nadwyżek 19 puł. podzielony na szwadrony. Po ogłoszeniu mobilizacji powszechnej, zebrano dalsze nadwyżki osobowe i podjęto marsz do Hrubieszowa, gdzie przybyto w pierwszych dniach wojny. Do Hrubieszowa przybyły również nadwyżki mobilizacyjne zebrane przez szwadron zapasowy 19 puł. z Włodzimierza Wołyńskiego w składzie 600 umundurowanych i uzbrojonych ułanów oraz 200 koni pod dowództwem dowódcy szwadronu zapasowego 19 puł. mjr Eugeniusza Wiszniowskiego, łącznie ze zmobilizowanym we Włodzimierzu szwadronem marszowym 19 puł. W Hrubieszowie na bazie przybyłych nadwyżek mobilizacyjnych wszystkich pułków Wołyńskiej BK i zebranych zasobów miejscowych był mobilizowany Ośrodek Zapasowy Wołyńskiej Brygady Kawalerii, nazywany też Ośrodkiem Zapasowym Kawalerii „Hrubieszów”, dowódcą OZ Wołyńskiej BK został ppłk Kazimierz Halicki. 9 września na rozkaz dowódcy Okręgu Korpusu nr II rozpoczęto formowanie Zgrupowania Kawalerii ppłk. Kazimierza Halickiego. Dalsze losy OZ Wołyńskiej BK i Zgrupowania Kawalerii zostały opisane w odrębnych artykułach.
| Struktura organizacyjna i obsada personalna we wrześniu 1939 | Struktura organizacyjna i obsada personalna we wrześniu 1939 | Struktura organizacyjna i obsada personalna we wrześniu 1939 |
| Stanowisko etatowe                                           | Stopień, imię i nazwisko                                     | Uwagi                                                        |
| dowództwo pułku                                              | dowództwo pułku                                              | dowództwo pułku                                              |
| ------------------------------------------------------------ | ------------------------------------------------------------ | ------------------------------------------------------------ |
| dowódca pułku                                                | ppłk dypl. kaw. Józef Pętkowski                              | †1940                                                        |
| zastępca dowódcy pułku                                       | ppłk kaw. Władysław Kotarski                                 | ZWZ, †24 II 1941                                             |
| kwatermistrz                                                 | mjr kaw. Jan Pelczar                                         | †1940 Charków                                                |
| adiutant                                                     | rtm. Ryszard Kawka                                           | †1940 Charków                                                |
| oficer ordynansowy                                           | ppor. rez. Lech Czernicki                                    |                                                              |
| oficer informacyjny                                          | ppor. kaw. Włodzimierz Aleksander Duda                       |                                                              |
| oficer broni i gazowy                                        | chor. Jan Zandrowicz                                         |                                                              |
| dowódca szwadronu gospodarczego                              | rtm. rez. Jerzy Nowakowski                                   |                                                              |
| wachmistrz szef                                              | wachm. Stanisław Lorenc                                      |                                                              |
| oficer żywnościowy                                           | por. adm. (kaw.) Zygmunt Jankowski                           |                                                              |
| płatnik                                                      | kpt. int. Ignacy Malinowski                                  | †1940 Charków                                                |
| lekarz medycyny                                              | por. lek. Jan Henryk Pruszyński                              |                                                              |
| lekarz weterynarii                                           | por. lek. wet. Stanisław Kalman                              | †1940 Charków                                                |
| kapelan                                                      | ks. Urban Wiszniowski                                        |                                                              |
| 1 szwadron                                                   |                                                              |                                                              |
| dowódca 1 szwadronu                                          | rtm. Antoni Skiba                                            |                                                              |
| dowódca I plutonu                                            | ppor. kaw. Wacław Jachałkowski                               | †1940 Charków                                                |
| dowódca II plutonu                                           | ppor. Romuald Traczyk                                        |                                                              |
| dowódca III plutonu                                          | pchor. rez. Józef Nowicki                                    |                                                              |
| wachmistrz szef                                              | wachm. Jan Kopera                                            |                                                              |
| 2 szwadron                                                   |                                                              |                                                              |
| dowódca 2 szwadronu                                          | rtm. Jerzy Wiszniowski                                       | †1940 Charków                                                |
| dowódca I plutonu                                            | por. kaw. rez. Jerzy Ligenziewicz                            |                                                              |
| dowódca II plutonu                                           | ppor. kaw. Zdzisław Gracjan Skliwa                           | †1940 Charków                                                |
| dowódca III plutonu                                          | p.o. plut. Mieczysław Tomasiak                               |                                                              |
| wachmistrz szef                                              | st. wachm. Leon Dobrowolski                                  |                                                              |
| 3 szwadron                                                   |                                                              |                                                              |
| dowódca 3 szwadronu                                          | por. kaw. Stanisław Górecki                                  | †1940 Charków                                                |
| dowódca I plutonu                                            | ppor. kaw. Jan Stefan Karol Gaugusch                         | †1940 Charków                                                |
| dowódca II plutonu                                           | NN                                                           |                                                              |
| dowódca III plutonu                                          | NN                                                           |                                                              |
| wachmistrz szef                                              | st. wachm. Stanisław Marczak                                 |                                                              |
| 4 szwadron                                                   |                                                              |                                                              |
| dowódca 4 szwadronu                                          | por. kaw. Wojciech Gumiński                                  | †13 IX 1939 Dębe Wielkie                                     |
| dowódca I plutonu                                            | ppor. kaw. Włodzimierz Tokarski                              | †13 IX 1939 Dębe Wielkie                                     |
| dowódca II plutonu                                           | ppor. Marian Chomicz                                         |                                                              |
| dowódca III plutonu                                          | ppor. rez. Eugeniusz Józef Rzewuski                          | †1940 Charków                                                |
| wachmistrz szef                                              | st. wachm. Dominik Demczuk                                   |                                                              |
| szwadron ckm                                                 |                                                              |                                                              |
| dowódca szwadronu ckm                                        | rtm. Konstanty Galimski                                      | †1940 Charków                                                |
| dowódca I plutonu                                            | ppor. kaw. rez. Józef Janeczek                               | †6 IX 1939 Brzeziny                                          |
| dowódca II plutonu                                           | ppor. kaw. rez. Stanisław Rżanek                             |                                                              |
| dowódca III plutonu                                          | NN                                                           |                                                              |
| wachmistrz szef                                              | wachm. Jan Duda                                              |                                                              |
| pododdziały specjalne                                        |                                                              |                                                              |
| dowódca plutonu przeciwpancernego                            | por. kaw. Zygmunt Majewski                                   |                                                              |
| dowódca plutonu kolarzy                                      | ppor. kaw. Tadeusz Bączkowski                                |                                                              |
| dowódca plutonu łączności                                    | por. kaw. Marian Rudnicki-Lubicz                             |                                                              |

## Jako oddział AK
Kolejne odtworzenie pułku nastąpiło w AK. Praktycznie sformowano 1 szwadron 19 pułku ułanów wołyńskich, który działał w ramach Zgrupowania „Osnowa” podległej 27 Wołyńskiej Dywizji Piechoty AK. 1/19 puł. „Krwawi Tatarzy” lub szwadron „Jarosława” był dowodzony przez ppor. kaw. Longina Dąbek-Dębickiego „Bohun” „Jarosław” liczył około 150 żołnierzy (1 oficer, 18 podoficerów i 130 ułanów). Sformowany w styczniu 1944 z ochotników z konspiracji, „policjantów” z posterunków w Nowosiółki, Falemicze i Włodzimierzówki, początkowo jako oddział pieszy.  

## Symbole pułkowe

### Sztandar
23 maja 1924 Prezydent RP Stanisław Wojciechowski zatwierdził sztandar 19 puł. 6 sierpnia 1924 w Ostrogu marszałek Polski Józef Piłsudski wręczył pułkowi sztandar ufundowany przez społeczeństwo Wołynia.

### Odznaka pamiątkowa
17 lutego 1925 minister spraw wojskowych generał dywizji Władysław Sikorski zatwierdził wzór odznaki pamiątkowej 19 puł. Posiada kształt srebrnej wielopromiennej gwiazdy orderowej, ciemno oksydowanej. Na gwiazdę nałożona jest srebrna podkowa z umieszczonym wewnątrz granatowym proporczykiem z białym kątem. W otoczeniu proporczyka wpisano daty: 1918 1831 1920. Na środkową część podkowy nałożony jest emaliowany herb województwa wołyńskiego. Wieloczęściowa - oficerska, wykonana w srebrze, emaliowana. Wymiary: 51 mm. Wykonania: Jan Knedler - Warszawa.

### Inicjały na naramiennikach
4 marca 1938 roku Minister Spraw Wojskowych, w związku z nadaniem pułkowi imienia generała Edmunda Różyckiego, zarządził noszenie przez żołnierzy pułku na naramiennikach kurtek i płaszczy, zamiast dotychczasowego numeru „19”, inicjałów „E. R.”. Dla oficerów i chorążych inicjały miały być haftowane nićmi metalowymi oksydowanymi na stare srebro. Dla pozostałych podoficerów i ułanów inicjały miały być wykonane z białego matowanego metalu. Jednocześnie minister zezwolił podoficerom zawodowym na noszenie przy ubiorze pozasłużbowym inicjałów haftowanych.

### Barwy
| Proporczyk | Opis                                                   |
| ---------- | ------------------------------------------------------ |
|            | Proporczyk granatowy z białym trójkątem u nasady       |
|            | proporczyk dowództwa w 1939                            |
|            | proporczyk 1 szwadronu w 1939                          |
|            | proporczyk 2 szwadronu w 1939                          |
|            | proporczyk 3 szwadronu w 1939                          |
|            | proporczyk 4 szwadronu w 1939                          |
|            | proporczyk 5 szwadronu ckm w 1939                      |
|            | proporczyk plutonu łączności w 1939                    |
| Inne       | Opis                                                   |
|            | Na czapce rogatywce – otok granatowy                   |
|            | Szasery ciemnogranatowe, lampasy białe, wypustka biała |
|            | „Łapka” (do 1921) – karmazynowa                        |

### Żurawiejki
| Dziewiętnasty to hołota, nosi otok jak piechota.                           | Swoich grabi, cudzych łupi Dziewiętnasty nie jest głupi. | Same łotry i wisielce, To są Jaworskiego strzelce.  |
| Żura, żura, żura ma Żurawiejka ty moja!                                    | Dziewiętnasty tym się chwali: Na postojach wioski pali.  | Bić, mordować - nic nowego, Dla ułanów Jaworskiego. |
| Słynny z mordów i pożarów, Dziewiętnasty pułk batiarów.                    | Gwałci panny, gwałci wdowy Dziewiętnasty pułk morowy.    | Wroga gnębić, wódkę pić, Jaworczykiem trzeba być.   |
| Po każdej zwrotce: Lance do boju, szable w dłoń, bolszewika goń, goń, goń! |                                                          |                                                     |

## Wołyńscy ułani

### Dowódcy i zastępcy dowódcy pułku
| Stopień, imię i nazwisko                | Okres pełnienia służby   | Kolejne stanowisko                    |
| Dowódcy pułku                           | Dowódcy pułku            | Dowódcy pułku                         |
| --------------------------------------- | ------------------------ | ------------------------------------- |
| mjr Feliks Jaworski                     | 1917 – VI 1921           |                                       |
| ppłk Michał Cieński                     | 8 VIII 1921 - 10 VI 1922 |                                       |
| ppłk kaw. Mścisław Butkiewicz           | do 20 VIII 1922          | Rezerwa oficerów DOK II               |
| ppłk kaw. Zbigniew Brochwicz-Lewiński   | 20 VIII 1922 – 6 X 1927  |                                       |
| płk dypl. kaw. Roland Bogusz            | 1 IX 1927 – 12 III 1929  | p.o. komendanta PKU Warszawa Miasto I |
| płk kaw. Aleksander Piotraszewski       | III 1929 – V 1938        |                                       |
| ppłk kaw. inż. Dezyderiusz Zawistowski  | V 1938 – I 1939          |                                       |
| ppłk dypl. kaw. Józef Pętkowski         | 1 II - IX 1939           |                                       |
| Zastępcy dowódcy pułku                  |                          |                                       |
| mjr kaw. Jan Szkuta                     | 1923                     |                                       |
| mjr kaw. Aleksander Piotraszewski       | 1924                     |                                       |
| ppłk kaw. Tomasz Dobrzański             | 1 VIII 1925 – II 1927    | p.o. dowódcy 11 puł                   |
| mjr kaw. Aleksander Winnicki-Rodziewicz | p.o. 18 II – †30 IX 1927 |                                       |
| ppłk kaw. Aleksander Piotraszewski      | XII 1927 – III 1929      |                                       |
| ppłk kaw. inż. Dezyderiusz Zawistowski  | VII 1929 – V 1938        |                                       |
| ppłk kaw. Władysław Kotarski            | 1939                     |                                       |

### Żołnierze 19 pułku ułanów - ofiary zbrodni katyńskiej
| Nazwisko i imię           | stopień         | zawód             | miejsce pracy przed mobilizacją    | zamordowany |
| ------------------------- | --------------- | ----------------- | ---------------------------------- | ----------- |
| Bandura Mieczysław Michał | ppor. kaw. rez. | student UAM       |                                    | ULK         |
| Konstanty Galimski        | rtm.            | oficer WP         | dowódca szwadronu 19 puł.          | Charków     |
| Jan Stefan Karol Gaugusch | ppor. kaw.      | oficer WP         | dowódca plutonu 19 puł.            | Charków     |
| Stanisław Górecki         | por. kaw.       | oficer WP         | dowódca szwadronu 19 puł.          | Charków     |
| Wacław Jachałkowski       | ppor. kaw.      | oficer WP         | dowódca plutonu 19 puł.            | Charków     |
| Stanisław Kalman          | por. lek. wet.  | oficer WP         | lekarz weterynarii 19 puł.         | Charków     |
| Ryszard Kawka             | rtm.            | oficer WP         | adiutant 19 pułku ułanów           | Charków     |
| Kucharski Wacław          | ppor. kaw. rez. | urzędnik skarbowy |                                    | Charków     |
| Ignacy Malinowski         | kpt. int.       | oficer WP         | płatnik 19 pułku ułanów            | Charków     |
| Jan Pelczar               | mjr kaw.        | oficer WP         | kwatermistrz 19 pułku ułanów       | Charków     |
| Józef Pętkowski           | ppłk dypl. kaw. | oficer WP         | dowódca 19 pułku ułanów            | Charków     |
| Eugeniusz Rzewuski        | ppor. rez.      |                   |                                    | Charków     |
| Zdzisław Gracjan Skliwa   | ppor. kaw.      | oficer WP         | dowódca plutonu 19 puł.            | Charków     |
| Szczepowski Jerzy         | ppor. kaw. rez. | student prawa     | walczył poza pułkiem jako ochotnik | Katyń       |
| Jerzy Wiszniowski         | rtm.            | oficer WP         | dowódca szwadronu 19 puł.          | Charków     |

## Tradycje
- Pułk nawiązywał do tradycji 19 pułku ułanów Księstwa Warszawskiego uczestniczącego w kampanii napoleońskiej 1812 i pułku Jazdy Wołyńskiej z powstania listopadowego oraz do odtworzonego w 1917 pułku w ramach III Korpusu Polskiego w Rosji.
- W 1993 Szkoła Podstawowa Nr 204 w Warszawie przyjęła imię 19 Pułku Ułanów Wołyńskich.
- Kawaleryjskie tradycje 19 pułku Ułanów Wołyńskich im. generała Edmunda Różyckiego kultywuje Stowarzyszenie „Rodzina 19 pułku Ułanów Wołyńskich" z siedzibą w Warszawie[111]
- Tradycje i barwy 19 pułku ułanów przejęło Stowarzyszenie Pamięci 19 Pułku Ułanów im. Generała Różyckiego w Opolu[111] , które prowadzi działalność upamiętniającą historię Pułku /umundurowanie, święto pułkowe, rajdy konne do Mokrej, wykłady na temat elementów historii Pułku.